# Madeleine McGraw

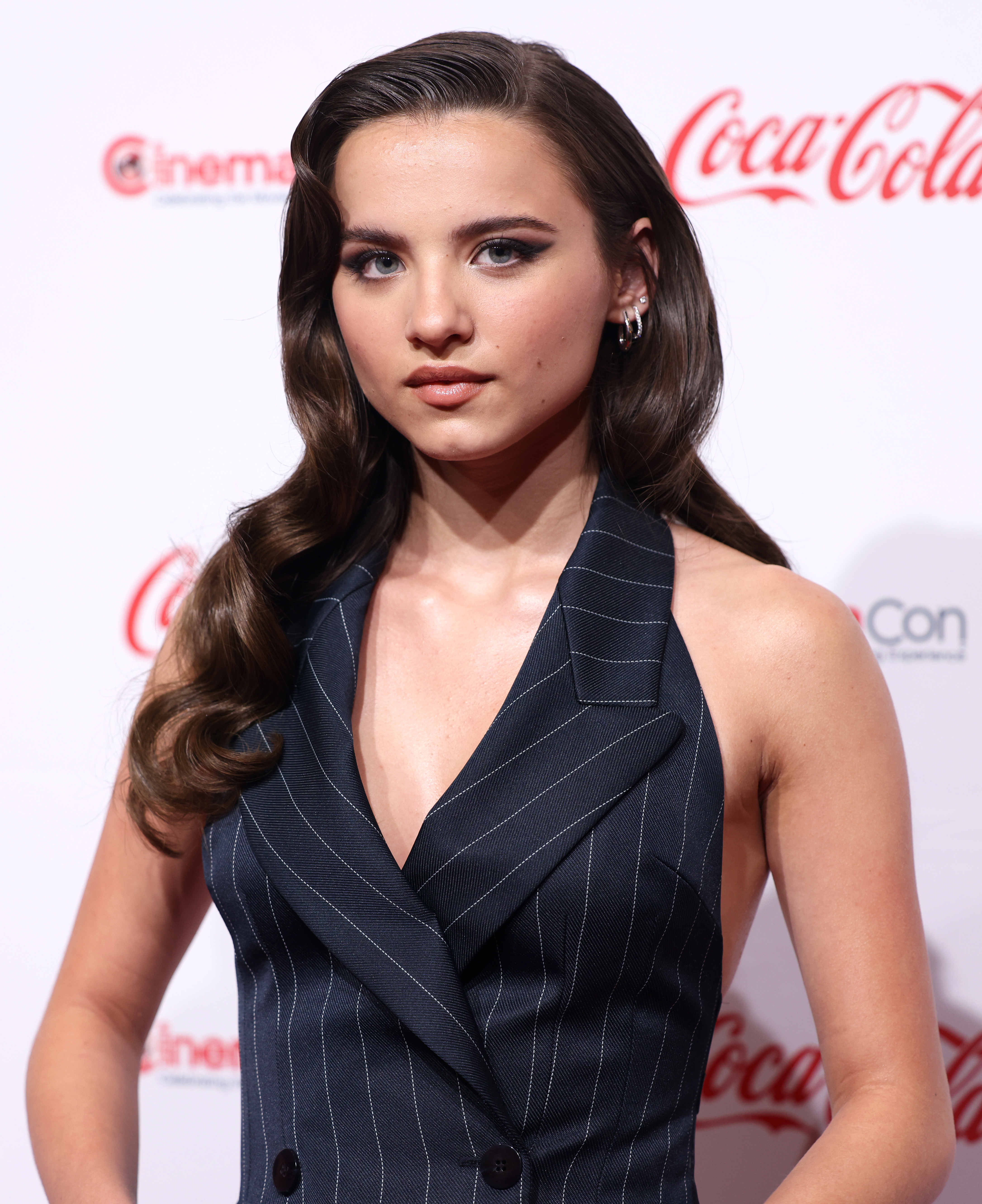
Madeleine McGraw, 2025

Madeleine McGraw, född den 22 december 2008 i San Jose, Kalifornien, är en amerikansk skådespelare.
McGraw har bland annat medverkat i filmen Bilar 3 från 2017 och Toy Story 4 från 2019 samt Familjen Mitchell mot maskinerna från 2021. Hon har även spelat en av huvudrollerna i TV-serien Secrets of Sulphur Springs mellan 2021 och 2023 och i filmen The Black Phone från 2021.

## Filmografi (i urval)
- 2017: Bilar 3
- 2019: Toy Story 4
- 2021: Familjen Mitchell mot maskinerna
- 2021: The Black Phone
- 2021–2023: Secrets of Sulphur Springs
- 2025 – The Black Phone 2